# San Vicente (Baja California)
San Vicente es una localidad del estado mexicano de Baja California. Es parte del municipio de Ensenada.

## Toponimia
El nombre del poblado hace referencia al santo patrono de la localidad: Vicente Ferrer.

## Demografía
| Gráfica de evolución demográfica |
|                                  |

| Censo | Población |
| ----- | --------- |
| 1900  | 27        |
| 1910  | 77        |
| 1921  | 90        |
| 1930  | 98        |
| 1940  | 214       |
| 1950  | 448       |
| 1960  | 817       |
| 1970  | 975       |
| 1980  | 2 072     |
| 1990  | 2 547     |
| 2000  | 3 795     |
| 2010  | 4 362     |
| 2020  | 5 068     |